# Johann VI. von der Leyen
Johann von der Leyen (* um 1510 in Saffig; † 10. Februar 1567 in Koblenz) war ab 1556 als Johann VI. von der Leyen Erzbischof und Kurfürst von Trier.

## Leben
Johann stammte aus dem Adelsgeschlecht von der Leyen. Sein Vater war der kurkölnische Kanzler Bartholomäus von der Leyen zu Saffig, wo seine Residenz und sein Wohnsitz stand, weswegen die Annahme naheliegt, dass Johann dort zur Welt kam, seine Mutter hieß Katharina von Pallandt. Während seines Studiums in Löwen wurde er 1528 Domizellar und dann 1532 Domkapitular in Trier. Da Johann auch Kanonikate in Würzburg und Münster bekleidete, hatte er genügend Geld, um seine Studien 1528 in Paris und Löwen, 1536 in Orléans, Padua und 1536 Freiburg abzuschließen. Im Jahre 1535 war er Kapellan am Trierer Domkapitel und wurde 1548 Archidiakon im Trierer Dom. Im Juni 1544 immatrikulierte er sich in Wittenberg. Nachdem Erzbischof Johann V. von Isenburg schwer erkrankte, wurde Johann am 22. Oktober 1555 durch das Domkapitel zum Koadjutor ernannt. Nach dessen Tode übernahm er nach seiner Wahl zum Erzbischof von Trier am 18. Februar die Leitung des Kurstaates. Am 25. April 1556 wurde er im Trierer Dom inthronisiert. Johann VI. von der Leyen empfing, da er kein Priester war, keine Bischofsweihe. Trotzdem lag ihm die Seelsorge seiner Schutzbefohlenen, um die er sich stets kümmerte, sehr am Herzen. In seiner Regierungszeit gelang es ihm, die Besetzung von Trier, die die Politik seines Vorgängers verursacht hatte, wieder rückgängig zu machen. Auf dem Reichstag zu Augsburg 1559 setzte er sich gegen die Aufhebung des geistlichen Vorbehalts ein. Ein Versuch durch Caspar Olevian, die Reformation in Trier voranzutreiben, konnte Johann noch im selben Jahr mit Unterstützung des Domdechanten und Nachfolgers im Amt Jakob von Eltz verhindern. Da sich einige Grafschaften in der Nachbarschaft Kurtriers der Reformation anschlossen hatten, unternahm er Visitationen und wechselte im Kampf gegen die neue Religion und zur Erneuerung der Philosophischen und Theologischen Fakultät der Universität Trier seit 1560 alle reformatorisch orientierten Personen auf Lehrpositionen gegen solche aus dem Jesuitenorden aus. Nach dem gescheiterten Reformationsversuch war Johanns Verhältnis zu Trier sehr gespannt. 1562 wurde das Jesuitengymnasium in Trier unter seiner Ägide gegründet, womit der geeignete Universitätsnachwuchs gesichert war. Auch mit Koblenz lag er 1560 in der Frage der Reichsunmittelbarkeit im Streit. Um seine Macht in der Stadt zu sichern, baute er die Alte Burg weiter aus. Der dortige Von der Leyensche Hof geht wohl auf ihn zurück.
Der Erzbischof und Kurfürst von Trier, Johann VI. von der Leyen, war ein integrer Mann von umfassender, ausgezeichneter Bildung, hohem Kenntnisstand und beispielhaftem Lebenswandel, womit er oft überzeugte. Obgleich er niemals zum Priester oder somit auch nicht zum Bischof geweiht worden war, war er eine religiös ausgerichtete Persönlichkeit, die sich für die Seelsorge seiner Untertanen verantwortlich fühlte. Er starb im Rang eines Archidiakon, sich auf das Priesteramt vorbereitend.
Nach seinem Tode wurde er in der Florinskirche in Koblenz beigesetzt. Nachdem das Stift St. Florin 1808 durch die französische Besatzung profaniert und aufgelöst, sein Grabmal zerstört wurde, wurden seine Gebeine in die Familiengruft „von der Leyen“ in St. Kastor beigesetzt.